# Il lupo bambino
Il lupo bambino è il romanzo di esordio dello scrittore italiano Mario Biondi pubblicato nel 1975.

## Trama
Un ventenne degli anni sessanta vive la sua "normale" ribellione generazionale tra turbamenti della giovanissima età, scoperta della cultura americana beat e impegno politico nella sinistra (ma con forti sfumature tra l'esistenzialista e l'anarchico).

## Edizioni
- Mario Biondi, Il lupo bambino, Marsilio, 1975,  pp. 151, CL 10-0175-2.